# Viske herred
Viske herred (svensk: Viske härad) var et herred i Halland. Herredet lå på begge sider af Viskan. Hele herredet ligger i den nuværende Varbergs kommun.

## Sogne
I Varbergs kommun:
- Stråvalla sogn
- Sællstorp sogn
- Veddige sogn
- Værø sogn
- Ås sogn